# Poursuite par équipes masculine aux Jeux olympiques d'été de 2008
Navigation
Athènes 2004 Londres 2012
La poursuite par équipes masculine, épreuve de cyclisme sur piste des Jeux olympiques d'été de 2008, a lieu les 17-18 août 2008 sur le Vélodrome de Laoshan de Pékin. La course est remportée par l'équipe britannique composée de Edward Clancy, Paul Manning, Geraint Thomas et Bradley Wiggins.

## Effectif
| Ukraine - Volodymyr Dyudya - Lyubomyr Polatayko - Maxim Polischuk - Vitaliy Shchedov Espagne - Sergi Escobar - Asier Maeztu - David Muntaner - Antonio Miguel Parra Pays-Bas - Levi Heimans - Robert Slippens - Wim Stroetinga - Jens Mouris Australie - Jack Bobridge - Mark Jamieson - Bradley McGee - Luke Roberts* - Graeme Brown Danemark - Michael Færk Christensen* - Casper Jørgensen - Jens-Erik Madsen - Alex Rasmussen - Michael Mørkøv | Colombie - Juan Esteban Arango - Arles Castro - Juan Pablo Forero - Jairo Pérez France - Damien Gaudin - Matthieu Ladagnous - Christophe Riblon - Nicolas Rousseau Russie - Alexei Markov - Alexander Petrovskiy - Alexander Serov - Nikolay Trusov* - Ievgueni Kovalev Nouvelle-Zélande - Sam Bewley - Westley Gough* - Marc Ryan - Jesse Sergent - Hayden Roulston Grande-Bretagne - Edward Clancy - Paul Manning - Geraint Thomas - Bradley Wiggins |

* N'a participé qu'au tour préliminaire.

## Tour préliminaire
Pendant les qualifications, chaque équipe court seule, sans adversaire sur 4 kilomètres. Les huit équipes avec les meilleurs temps se qualifient pour le premier tour. Les autres équipes sont classées selon les temps obtenus.
| Rang | Équipe           | Temps          |
| ---- | ---------------- | -------------- |
| 1    | Grande-Bretagne  | 3 min 57 s 101 |
| 2    | Nouvelle-Zélande | 3 min 59 s 277 |
| 3    | Australie        | 4 min 02 s 041 |
| 4    | Danemark         | 4 min 02 s 191 |
| 5    | France           | 4 min 03 s 679 |
| 6    | Pays-Bas         | 4 min 04 s 846 |
| 7    | Espagne          | 4 min 06 s 509 |
| 8    | Russie           | 4 min 06 s 518 |
| 9    | Ukraine          | 4 min 07 s 883 |
| 10   | Colombie         | 4 min 11 s 397 |

## Phase finale

### Demi-finales
| Pays     | Temps          | Rang |
| -------- | -------------- | ---- |
| Danemark | 3 min 56 s 831 | 2    |
| France   | DSQ            | —    |

| Pays      | Temps          | Rang |
| --------- | -------------- | ---- |
| Australie | 3 min 58 s 633 | 4    |
| Pays-Bas  | à 1 tour       | —    |

| Pays             | Temps          | Rang |
| ---------------- | -------------- | ---- |
| Nouvelle-Zélande | 3 min 57 s 536 | 3    |
| Espagne          | à 1 tour       | —    |

| Pays            | Temps             | Rang |
| --------------- | ----------------- | ---- |
| Grande-Bretagne | 3 min 55 s 202 RM | 1    |
| Russie          | à 1 tour          | —    |

### Finales
| Pays            | Temps             | Rang |
| --------------- | ----------------- | ---- |
| Grande-Bretagne | 3 min 53 s 314 RM | 1    |
| Danemark        | 4 min 00 s 040    | 2    |

| Pays             | Temps          | Rang |
| ---------------- | -------------- | ---- |
| Nouvelle-Zélande | 3 min 57 s 776 | 3    |
| Australie        | 3 min 59 s 006 | 4    |